# 조란학

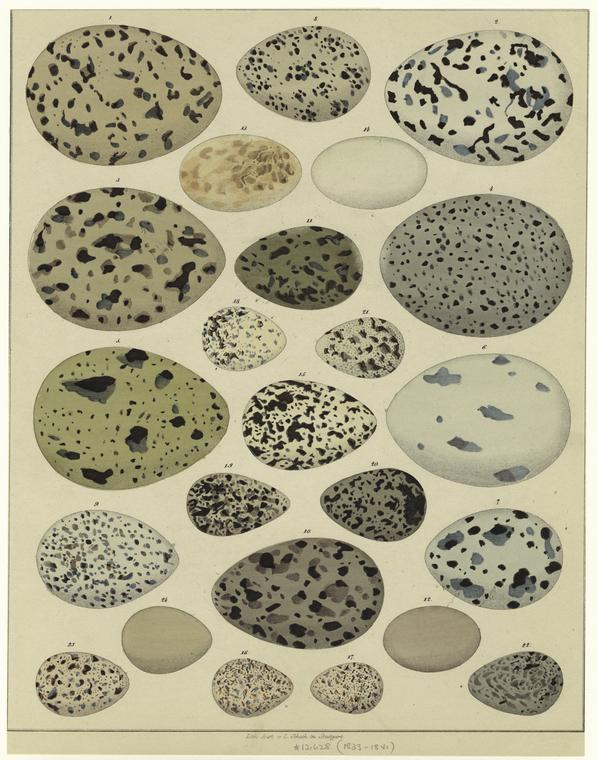
19세기 초 여러 종의 새의 알을 묘사한 삽화

조란학(鳥卵學,oology)은 새의 알을 연구하는 학문이다.
새의 알, 둥지 및 번식 행동을 연구하는 조류학의 한 분야이다. 이 단어의 영어 oology는 계란을 의미하는 그리스어 oion에서 파생된다. 이 용어는 야생 조류의 알을 수집하는 취미를 가리킬 수도 있으며, 계란 수집, 새 둥지 수집을 가리키기도 하지만 현재는 많은 관할권에서 불법이다.